# Eleccions a la Cambra de Consellers del Japó de 2019
Les eleccions a la Cambra de Consellers del Japó de 2019 (dai-nijūgo-kai Sangiin giin tsūjō senkyo, 第25回参議院議員通常選挙) es van celebraran el diumenge 21 de juliol de 2019 per a elegir a 124 diputats dels 245 que componen la Cambra de Consellers del Japó, cambra alta japonesa, per a un terme de 6 anys.

## Funcionament
74 diputats son elegits per vot unic no transferible en 45 districtes electorals prefecturals. Els restants 50 diputats son elegits mitjançant un districte nacional unic i per la fórmula D'Hondt.

## Resultats
El Partit Liberal Democràtic del Japó i el Kōmeitō van aconseguir 71 dels 124 escons en joc, però Shinzō Abe no va aconseugir els 85 que necessitaven per impulsar la reforma de la Constitució del Japó per poder establir un exèrcit.